# Кужеев, Павел Игоревич
Па́вел И́горевич Куже́ев (укр. Павло Ігорович Кужеєв; род. 18 июля 1978, Кировоград) — украинский журналист, телеведущий. Главный редактор телеканала «112 Украина» (2013—2021). Ведущий «Пятого канала» (2005—2013). Заслуженный журналист Украины (2009). Член Международной федерации журналистов.

## Биография
Родился 18 июля 1978 года в Кировограде. Учился в кировоградской школе № 5. В школьные годы занимался хореографией, учился в музыкальной школе, занимался плаванием. Являлся президентом парламента школы-гимназии № 5. После окончания школы, поступил на факультет журналистики Киевского национального университета имени Тараса Шевченко, где учился до 2000 года. Будучи студентом, читал закадровый текст для передачи «Телегазета» на Кировоградской телерадиокомпании TTV.
С 1997 по 2000 год — работал в ТИА «Окна», где занимался программой «Вечерние вести» на телеканалах ICTV и TET, еженедельнике «Вести недели с Николаем Канишевским» на «Интере», являлся автором и ведущим тележурнала «Люди» на ICTV. В 2005 году стал специальным корреспондентом и ведущим программы «Репортёр» на «Новом канале».
После ухода с «Нового канала» генерального директора Александра Ткаченко, Кужеев перешёл на «Пятый канал», принадлежащий Петру Порошенко, где начал вести передачу «Новое время». Работал над проектами «Реакция» и ток-шоу «Майдан». В феврале 2008 года был избран в состав редакционного совета «Пятого канала». В 2011 году вместе с Татьяной Даниленко провёл телемарафон, посвящённый Дню независимости Украины, который продолжался 52 часа и шёл без перерывов на сон. Данный рекорд был зафиксирован «Книгой рекордов Гиннесса». С 2012 года вместе с Ларисой Губиной вёл передачи «Энергонадзор» и «Агроконтроль». В 2013 году вошёл в состав жюри фестиваля телевизионных и радиопрограмм «Калиновые острова». Проработав на «Пятом канале» восемь лет, Кужеев ушёл с него летом 2013 года.
В сентябре 2013 года стал главным редактором новосозданного канала «112 Украина». Являлся ведущим авторской программы «День. Made in Ukraine». С 2015 года — учредитель общественной организации «Украинская народная инициативная „Честная власть“».
В феврале 2021 года, после введения президентом Украины Владимиром Зеленского санкций против Тараса Козака — владельца NewsOne, ZIK и 112 Украина, приведшего к прекращению вещания данных СМИ, Кужеев вместе с рядом сотрудников данных телеканалов стал одним из основателей телеканала «Первый независимый». С октября 2021 по февраль 2022 года ведущий канала «Ukrlive».

## Награды и звания
- Заслуженный журналист Украины (2009)[2]
- Лауреат премии «Человек года» в номинации «Журналист года в области электронных СМИ» (2012)[14]